# Andrew Abbott
Andrew Abbott (* November 1948) ist ein US-amerikanischer Soziologe, der als Professor für Soziologie an der University of Chicago tätig ist.

## Leben
Abbott studierte zunächst Literatur und Geschichte an der Harvard University und schloss sein Studium 1970 mit dem Bachelor ab. Im Anschluss wandte er sich der Soziologie zu und wechselte an die University of Chicago, wo er zunächst 1975 seinen Master-Abschluss machte und 1982 promovierte. Morris Janowitz war sein Doktorvater.
Während seines Bachelorstudiums war er als Research Assistant am Harvard University Center for Population Studies tätig. Von 1973 bis 1978 arbeitete er im Research and Evaluation Department am Manteno State Hospital in Manteno, Illinois sowie am Illinois Department of Mental Health. Im Anschluss wechselte er an die Rutgers University.
1991 wurde Abbott Professor für Soziologie an der University of Chicago, an der seither forscht und lehrt und wo er verschiedene Stellen als Professor durchlief. Seit 2001 hat die Stelle des Gustavus F. and Ann M. Swift Distinguished Service Professor inne.
Von 2000 bis 2016 war er der Herausgeber des American Journal of Sociology. 2009 wurde Abbott in die American Academy of Arts and Sciences gewählt.

## Forschung
Abbott behandelt die Disziplin der Soziologie selbst als Untersuchungsgegenstand seiner Arbeit, wobei er Fragen der Wissenschaftssoziologie und der Sozialtheorie miteinander verknüpft und entsprechende Argumentationslinien entwickelt. Die „Temporalität des Sozialen“ gilt ihm als wichtiges Element für methodologisches Vorgehen in den Sozialwissenschaften und der Theoriebildung der Soziologie.
Kern von Abbotts Forschungsarbeiten ist die „Suche nach einer prozessualen Soziologie“.
Frühe Aufmerksamkeit erlangten zwei Aufsätze, die Abbott 1983 und 1984 in zwei US-amerikanischen historischen Zeitschriften veröffentlichte. In diesen beschäftigte er sich mit Fragen der Analyse von Ordnung in sozialen Prozessen und von Sequenzen und Dauer. Er kritisiert, dass diejenigen Variablen, die bestimmte Prozesse vorantreiben, häufig nur sehr einfach bestimmt würden. Dabei behandelt er ein Ereignis als ein Konzept. Es geht ihm darum, systematisch zu untersuchen, wie bestimmte „Vorkommnisse verknüpft sind“, wofür er den Begriff der „colligation“ verwendet. Abbott interessiert sich dabei auch für die „Praktik des Erzählens“ und greift somit auf Ansätze der Literaturwissenschaft zurück, die sich mit der Narrativität auseinandersetzen.
Diesen Zusammenhängen widmet er sich auch in seiner ersten veröffentlichten Monographie The System of Professions: An Essay on the Division of Expert Labor (1988), die neben dem professionssoziologischen Kern auch in Richtung der Frage nach dem richtigen Vorgehen der Historischen Soziologie zielt.
Seit den 1990er Jahren beschäftigt sich Abbott zusätzlich mit Fragen der Philosophie und Ontologie, die er wiederum mit seiner soziologischen Forschung verknüpft. Dabei vertritt er eine „radikale Gegenwartsorientierung“.
Abbott ist vor allem in Nordamerika und Frankreich in der Rezeption präsent, während er in der deutschsprachigen Welt nur randständig wahrgenommen wird. Mit seinen Arbeiten hat er keine eigene Schule begründet, und auch thematisch bewegt er sich am Rand der Soziologie. Keine seiner Monographien wurde bislang in die deutsche Sprache übersetzt. Erschienen sind neben einigen einzelnen Artikeln zwei Vorlesungen, versammelt in Prozessuales Denken. Reflexionen über Marx und Weber, sowie der thematische Sammelband Zeit zählt. Grundzüge einer prozessualen Soziologie. In anderen Sprachen liegen Übersetzungen hingegen vor.
Sein wissenschaftliches Schaffen ist von einem hohen Maß der permanenten Revidierung früherer Annahmen und Erkenntnisse gezeichnet. Abbott möchte sich keiner wissenschaftlichen Schule oder Tradition zuordnen, bezieht sich aber in konkreten Fällen durchaus auf einzelne Aspekte und Konzepte der Chicagoer Schule der Soziologie und des Symbolischen Interaktionismus. Sein Doktorvater Morris Janowitz war diesen beiden verbunden.
Unter dem Pseudonym Barbara Celerant hat Abbott jahrelang Rezensionen geschrieben, in denen er sich mit Romanen, Essays und politischen Veröffentlichungen aus verschiedenen Jahrhunderten und verschiedenen Teilen der Welt auseinandersetzte.

## Schriften (Auswahl)
deutschsprachige Veröffentlichungen
- Zeit zählt. Grundzüge einer prozessualen Soziologie. Hamburger Edition, Hamburg 2020, ISBN 978-3-86854-340-7.
- Prozessuales Denken. Reflexionen über Marx und Weber. Hamburger Edition, Hamburg 2019, ISBN 978-3-86854-334-6.

englischsprachige Veröffentlichungen
- The System of Professions: An Essay on the Division of Expert Labor. University of Chicago Press, Chicago 1988.
- Department and Discipline: Chicago Sociology at One Hundred. University of Chicago Press, Chicago 1999.
- Chaos of Disciplines. University of Chicago Press, Chicago 2001.
- Time Matters: On Theory and Method. University of Chicago Press, Chicago 2001.
- Processual Sociology. University of Chicago Press, Chicago 2016.
- als Barbara Celarent: Varieties of Social Imagination. Edited and with a Preface by Andrew Abbott, University of Chicago Press, Chicago/London 2017.